# Dobrowo
Dobrowo is een plaats in het Poolse district  Białogardzki, woiwodschap West-Pommeren. De plaats maakt deel uit van de gemeente Tychowo en telt 770 inwoners.